# Як Ґрінч украв Різдво! (книга)
«Як Ґрінч украв Різдво!» також «Про Ґрінча, який украв Різдво» (англ. How the Grinch Stole Christmas!) — дитяча ілюстрована книга написана Доктор Сьюзом у вигляді римованих віршів. Книгу опублікувало видавництво Random House у листопаді 1957 року, а невдовзі після того й американський жіночий журнал — Redbook. Книга критикує комерціалізацію Різдва. На основі онлайн-опитування 2007 року, Національна Асоціація Освіти занесла книгу до списку «Найкращих 100 книг для дітей» та у 2012 році книга увійшла у список 100 найкращих ілюстрованих книг усіх часів за версією School Library Journal.

## Сюжет
Ґрінч — шкідливий, буркотливий, печерний зелений монстр з серцем «в два рази менше», який живе на крутій сніговій горі Крампіт, на північ від веселого і доброзичливого міста Вгувілл зі своїм вірним псом Максом. Щороку під час Нового Року ненависть Ґрінча до щасливих жителів Вгувілл росте дедалі більше. Вони робили один одному подарунки, веселилися на святкових обідах і співали пісні, взявшись за руки, що найбільше дратувало озлобленого відлюдника. Одного разу Ґрінч вирішив зірвати Різдво. Переодягнувшись в Санту, він пробрався в будинки городян і крав їх подарунки, їжу і прикраси. Однак, в кінцевому підсумку, Ґрінч усвідомив, що сенс Різдва не в подарунках. Розкаявся лиходій вирішив повернути жителям подарунки, а ті взяли його до себе.

## Екранізації
У 1966 році на американському телебаченні було випущено ТБ-доповнення до книги під однойменною назвою — Як Ґрінч украв Різдво!
У 2000 році книгу було екранізовано в однойменний повнометражний фільм із Джимом Керрі який зіграв лиходія Ґрінча.
У 2018 році було випущено 3D анімаційний повнометражний фільм «Ґрінч» студією Illumination, режисерів Пітера Канделанда та Скотта Мосьє.

## Переклади українською
- Доктор Сьюз. Про Ґрінча, який украв Різдво. Переклад з англійської: Маріанна Кіяновська. Київ: #книголав. 2018. 64 стор. ISBN 978-617-7563-59-3

## Рекомендована література
- Cohen, Charles (2004). The Seuss, the Whole Seuss, and Nothing But the Seuss: A Visual Biography of Theodor Seuss Geisel. Random House. ISBN 978-0-375-82248-3.
- Fensch, Thomas (2001). The Man Who Was Dr. Seuss. Woodlands: New Century Books. ISBN 0-930751-11-6.
- Lindemann, Richard (2005). The Dr. Seuss Catalog: An Annotated Guide to Works by Theodor Geisel in All Media, Writings About Him, and Appearances of Characters and Places in the Books, Stories and Films. McFarland & Company.
- MacDonald, Ruth (1988). Dr. Seuss. Twayne Publishers. ISBN 0-8057-7524-2.
- Morgan, Neil; Morgan, Judith Giles (1996). Dr. Seuss and Mr. Geisel: A Biography. New York: Da Capo Press. ISBN 978-0-306-80736-7.
- Pease, Donald E. (2010). Theodor Seuss Geisel. Oxford University Press. ISBN 978-0-19-532302-3.